# Moravià
El moravià (en moravià: moravščina IPA: [ˈmorafʃʧina], en txec: moravština IPA: [ˈmorafʃcɪna], en alemany: Mährische Sprache) és una llengua eslava occidental (o un dialecte de txec) parlada a Moràvia, una regió històrica de la República Txeca. D'acord amb l'últim cens en la República Txeca (2011), al voltant de 108 649 persones van declarar que el moravià era la seva llengua materna.